# Gagrella biarmata
Gagrella biarmata is een hooiwagen uit de familie Sclerosomatidae.